# Mathias Énard
Mathias Énard (11 de enero de 1972, Niort, Nueva Aquitania) es un escritor y traductor francés, ganador del premio Goncourt en 2015 por la novela Brújula (Boussole).

## Biografía
Hijo de maestro y logopeda, al acabar la educación secundaria, Mathias Énard recibe formación en la Escuela del Louvre y se especializa en las culturas árabe y persa en el INALCO (Institut National des Langues et Civilisations Orientales). 
En el año 2000, tras pasar varios años en Oriente Medio, se traslada a vivir a Barcelona. Posteriormente, participa en diversas revistas culturales, traduce dos obras, una del persa (Épître de la queue, Mirzâ Habib Esfahani, Gallimard 2004) y otra del árabe libanés (Yasser Arafat m’a regardé et m’a souri, Yussef Bazi, Gallimard, 2007) y forma parte del comité de redacción de la revista Inculte, en París, y de la desaparecida revista Lateral.
En 2003, aparece su primera novela, La perfection du tir (La perfección del tiro) historia de un francotirador en una guerra civil, de un país no mencionado, que podría ser Líbano, y su obsesión por la muerte: “No sabía si yo era el que disparaba o al que disparaban”. La obra fue premiada el año siguiente con el Premio de los cinco continentes de la francofonía y con el Premio Edmée-de-la-Rochefoucauld. Fue también seleccionada para el Festival de la Primera Novela de Chambéry-Saboya, en 2004.
Fue becario (pensionnaire) en la Villa Mécidis (Academia Francesa en Roma) en 2005-2006.
En 2005 publica Remontando el Orinoco (Remonter l’Orénoque), del cual la francesa Marion Lane hizo una adaptación cinematográfica estrenada en 2012 con el nombre de À coeur ouvert (A corazón abierto), protagonizada por Juliette Binoche y Edgar Ramírez, sobre la historia de dos cirujanos que se aman con locura.
En 2008, Actes Sud publica su novela Zona (Zone), formada por una sola frase en primera persona de quinientas páginas, con excepción de tres capítulos, que son extractos de la obra que lee el narrador. Recibió varios premios, entre ellos el Premio Diciembre, el Premio Cándido y el Premio del Libro Inter.
En 2010, enseña árabe en la Universidad de Barcelona. Ese año publica en ediciones Actes Sud un cuento corto, "Parle-leur de batailles, de rois et d’éléphant" ("Habladles de batallas, de reyes y elefantes"), sobre un episodio probablemente ficticio de la vida de Miguel Ángel, una escapada a Constantinopla, donde desembarca el 13 de mayo de 1506 invitado por el sultán Beyazid II. Esta corta historia muestra la Constantinopla tolerante y europea que ha sabido acoger a los judíos expulsados de España por los Reyes Católicos. La obra recibió el Premio Goncourt des Lycéens 2010 y el 25 Premio del Libro en Poitou-Charentes & La Voz de los lectores en 2012.
Entusiasta del arte contemporáneo, Mathias Énard crea en 2011 las ediciones de estampas "Scrawitch" y su galería homónima, en el distrito 11 de París, creada con Thomas Marin, litógrafo, y Julien Bézille, filósofo de formación.
En 2012, publica Calle de los ladrones (Rue des voleurs), con Actes Sud, novela sobre el viaje de un joven marroquí en España durante la Primavera Árabe y el movimiento de los indignados. Calle de los ladrones es una reacción del escritor a estos acontecimientos, así como una reflexión más amplia sobre el compromiso y la revuelta. En el Salón del Libro francófono de Beirut (26 octubre-4 de noviembre de 2012) recibe el primer premio Liste Goncourt: le choix de l’Orient (Lista Goncourt: la selección de Oriente, inspirado en el original Lista Goncourt: la selección polaca, otorgado por les estudiantes de los departamentos de francés de doce universidades polacas) y, en 2013, el Premio de la Academia de Letras de Bretaña y el Loira.
Dos años después de trasladarse a vivir a Berlín, en 2015, recibe el Premio Goncourt por la novela Brújula (Boussole). En ella se relata la vida de un personaje, Franz Ritter, musicólogo austriaco y orientalista apasionado, adicto al opio, quien, en sus últimos días, repasa su pasado y, en una noche de insomnio se traslada con sus recuerdos a Estambul, Teherán, Damasco o Alepo, sin olvidar la actualidad en el mundo oriental, con referencias a la guerra de Siria, a cuya población está dedicado el libro.
En 2016 recibe la Orden de las Artes y las Letras del Ministerio de Cultura de Francia por su creación literaria, con el grado de Officier des Arts et de Lettres.

## Premios y reconocimientos
- Prix des cinq continents de la francophonie 2004 por La perfección del tiro
- Premio Edmée-de-La-Rochefoucauld 2004 por La perfección del tiro
- Premio Décembre 2008 por Zona
- Prix du Livre Inter 2009 por Zona
- Premio Goncourt de los Estudiantes 2010 por Habladles de batallas, de reyes y elefantes
- Prix du livre en Poitou-Charentes 2010  por Habladles de batallas, de reyes y elefantes
- Premio Goncourt 2015 por Brújula.
- III Premio Mediterráneo Albert Camus (2022)[4]

## Obras
- La Perfection du tir, 2003 — La perfección del tiro, trad.: Manuel Serrat Crespo; Reverso Ediciones, Barcelona, 2004
- Remonter l’Orénoque, 2005 — Remontando el Orinoco, trad.: Juan Trejo; Editorial Belacqva, Barcelona, 2006
- Bréviaire des artificiers, 2007 —  Manual del perfecto terrorista, trad.: Robert Juan-Cantavella; La otra orilla, Barcelona, 2007
- Zone, 2008 — Zona, trad.: Robert Juan-Cantavella; La otra orilla, Barcelona, 2009, recibió el premio francés Décembre.
- Parle-leur de batailles, de rois et d'éléphants, 2010 — Habladles de batallas, de reyes y elefantes, trad.: Robert Juan-Cantavella; Literatura Mondadori, Barcelona, 2011
- L'alcool et la nostalgie, 2011 — El alcohol y la nostalgia, trad.: Robert Juan-Cantavella; Literatura Mondadori, Barcelona, 2012
- Rue des voleurs, — Calle de los ladrones, trad.: Robert Juan-Cantavella; Literatura Mondadori, Barcelona, 2013
- Tout sera oublié, 2013
- Boussole, — Brújula, trad.: Robert Juan-Cantavella; Literatura Mondadori, Barcelona, 2016 Premio Goncourt 2015
- Le Banquet annuel de la Confrérie des fossoyeurs, 2020 — El banquete anual de la Cofradía de Sepultureros, trad.: Robert Juan-Cantavella; Random House, Barcelona, 2020